# NGC 3926
NGC 3926 é uma galáxia elíptica na direção da constelação de Leo. O objeto foi descoberto pelo astrônomo William Herschel em 1785, usando um telescópio refletor com abertura de 18,7 polegadas. Devido a sua moderada magnitude aparente (+14,5), é visível apenas com telescópios amadores ou com equipamentos superiores. 